# Harry Clarke
Harry Patrick Clarke (Dublín, Irlanda, 17 de marzo de 1889 - Coira, Suiza, 6 de enero de 1931) fue un ilustrador y artífice de vitrales irlandés. 
Fue una de las figuras descollantes de la escuela Artes y Oficios (Arts and Crafts) de las islas británicas. Su obra muestra el influjo del modernismo y del incipiente art decó; y, en concreto en cuanto a lo que se refiere a los vitrales, el del simbolismo. 

## La familia
El artesano de Leeds Joshua Clarke, que se ocupaba de labores de restauración en las iglesias y de la manufactura de vitrales, se trasladó en 1887 a Dublín por motivos de trabajo. Su esposa, Bridget, traería al mundo a su hijo Walter el año siguiente; y, justo un año después, a Harry. La familia se completaba con las hijas: Dolly y Kathleen. 
En 1892, Joshua destinó a taller parte de la casa que habitaban, en el número 33 de la calle North Fredrick, y así abrió un negocio propio.

## Aprendizaje
Desde muy joven, Harry se interesó por la lectura, conoció el arte visual, especialmente el del llamado modernismo, y en 1905 empezaría a aprender el arte del vitral en el taller paterno, en el que pasaría muchas horas. 
Recibió su educación secundaria en el Belvedere College de Dublín, una institución de los jesuitas cercana a la casa familiar. Ya entonces mostraba un considerable talento y un interés por las artes plásticas. 
Ya de mozo, en la Exposición Internacional de Irlanda de 1907, contempló por primera vez la obra de uno de los artistas que más influirían en su trabajo posterior: Aubrey Beardsley. De igual modo, le gustaban los estilos de Rossetti, E.J. Sullivan, etc.

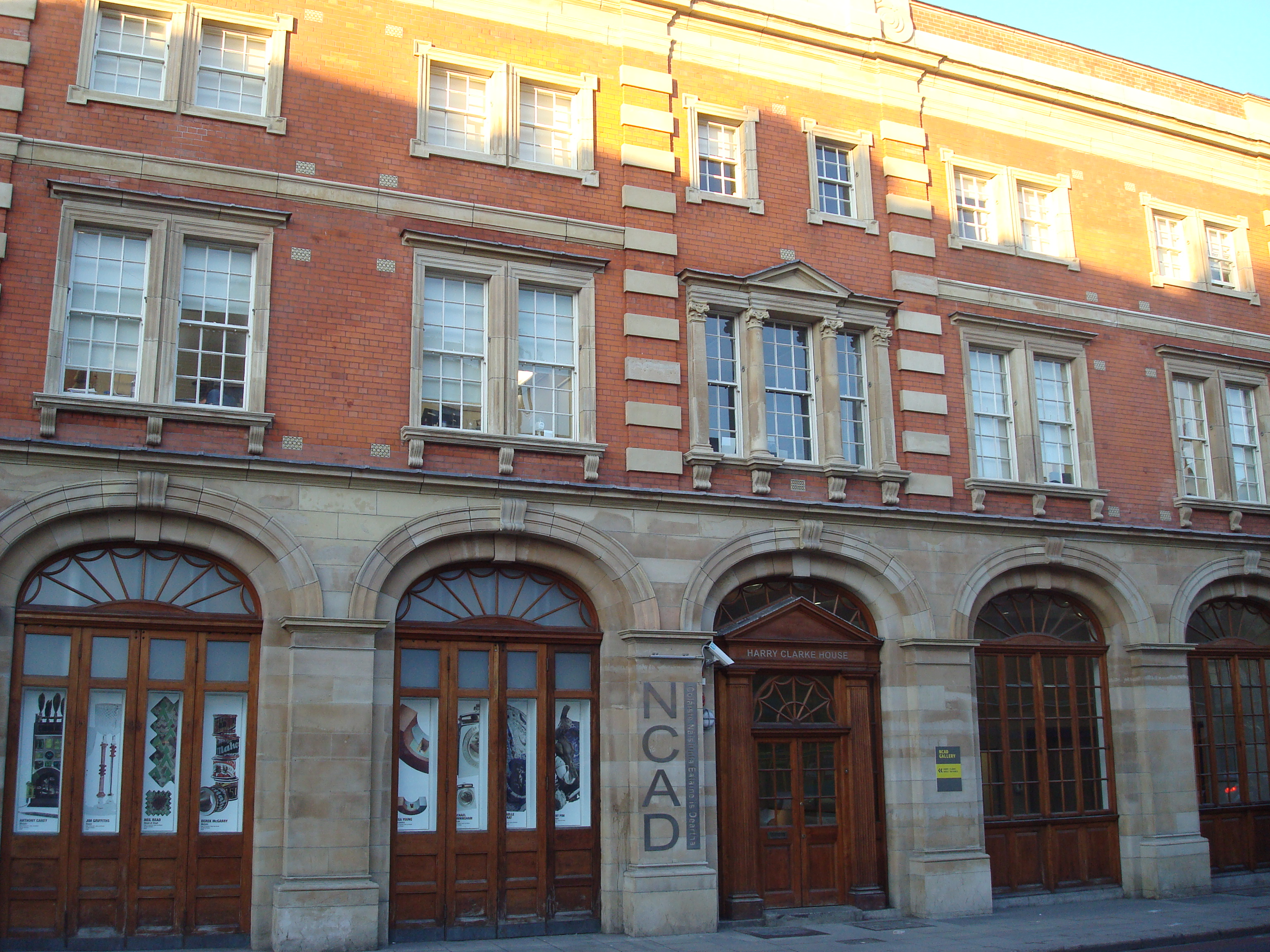
Aspecto actual de la Escuela Nacional de Arte y Diseño (National College of Art and Design).

Ese mismo año comenzó a asistir a las clases diarias en la Escuela de Arte de Dublín (Dublin Art School), llamada hoy Escuela Nacional de Arte y Diseño (en irlandés, Coláiste Náisiúnta Ealaíne is Deartha; en inglés, National College of Art and Design), y allí continuó el aprendizaje que había iniciado en el taller de su padre, en el que seguía trabajando. 
En esa misma etapa de su vida, por su obra The Consecration of St. Mel, Bishop of Longford, by St. Patrick (La consagración de San Mel, obispo de Longford, por San Patricio) obtuvo la medalla de oro de vitrales en el concurso nacional de 1910 convocado por la Junta de Educación (Board of Education).

## Ilustración de libros y de folletos
Ese mismo año, para proseguir con su aprendizaje en el campo que le interesaba y aprovechando una beca que le había sido concedida, se trasladó a Londres, y allí buscó empleo en la ilustración de libros. Contrató sus servicios la editorial de George G. Harrap, que le hizo dos encargos que no llegarían a cumplirse, en parte por desavenencias. Uno era la ilustración del poema The Rhyme of the Ancient Mariner, de Samuel Taylor Coleridge. Clarke puso manos a la obra, pero el trabajo que llegó a hacer fue destruido durante el Alzamiento de Pascua, en 1916. El otro encargo era para una edición ilustrada de El rizo robado, de Alexander Pope.

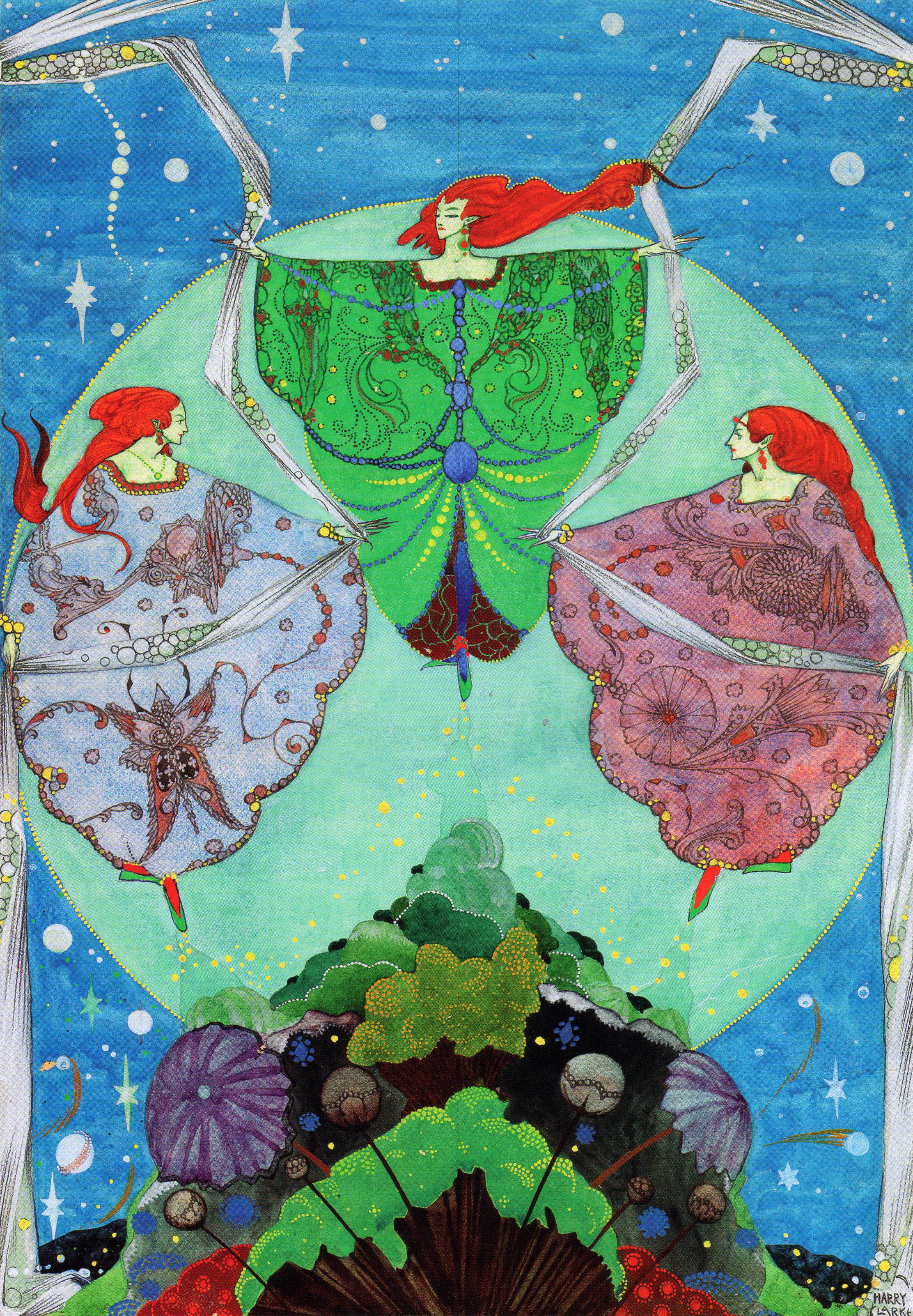
Ilustración para los cuentos de Andersen.

No obstante, el mismo año 1916 sería el de su primer trabajo llevado a la imprenta: una edición ilustrada de los cuentos de hadas de Andersen, con 16 láminas en color y más de 24 monocromáticas.
En 1919, se publicó una edición de historias de Edgar Allan Poe reunidas en la colección Cuentos de misterio y de imaginación (Tales of Mystery & Imagination), con ilustraciones en blanco y negro de Harry Clarke. Se publicaría otra edición en 1923 con 8 láminas en color y más de 24 monocromáticas, también de la autoría de Clarke unas y otras. Los trabajos de Clarke para esta última edición le granjearon una buena reputación como ilustrador. Era aquella la época dorada de los almanaques de regalo (gift-books), y el trabajo de Clarke podía ser comparado y se puede comparar con los del inglés Aubrey Beardsley, el danés Kay Nielsen y el francés Edmund Dulac.
A ese trabajo le siguieron: 
- 1920: Las ilustraciones para The year's at the spring; an anthology of recent poetry, preparada por Lettice D'Oyly Walters. Eran 12 láminas en color y más de 14 monocromáticas.[9][10][11][12]

- 1922: Las ilustraciones para los cuentos de hadas de Charles Perrault.[13][14]

- 1924: A History of a Great House (Historia de una gran casa), que se trataba de un folleto de promoción del whisky Jameson, encuadernado en rústica.[15]

- 1925: Las ilustraciones para el Fausto de Goethe. Esta edición contaba con 8 láminas en color y otras 70, unas monocromáticas y otras dicromáticas. Ésta es quizá su obra más conocida, y prefigura lo que sería después la imaginería de la psicodelia.[16][17]

- 1925: Las ilustraciones para Elixir of Life (El elixir de la vida), de Geofrey Warren: otra obra publicitaria de la marca de whisky Jameson, con ilustración de Clarke en cada página. Se considera que este libro es el más hermoso de cuantos se han publicado sobre esta bebida. Se conserva un ejemplar en la Biblioteca Nacional de Irlanda.[15]

- 1928. Su último trabajo de ilustración conocido fue para una antología de la obra de Algernon Charles Swinburne: Selected Poems (Poemas escogidos).

## Vitrales
Joshua Clarke había muerto en 1921, y Harry y su hermano Walter se habían hecho cargo del taller. Desde 1917 hasta 1928, los hermanos Walter y Harry Clarke, que se habían casado con las hermanas Margaret y Minnie Crilly, habían hecho más de 130 vitrales, aceptando más de 40 encargos entre los hechos por entidades de las islas británicas, de África y de Australia.
La vidriería de Harry Clarke presenta las siguientes características: 
- La finura del dibujo, inhabitual en esa arte.

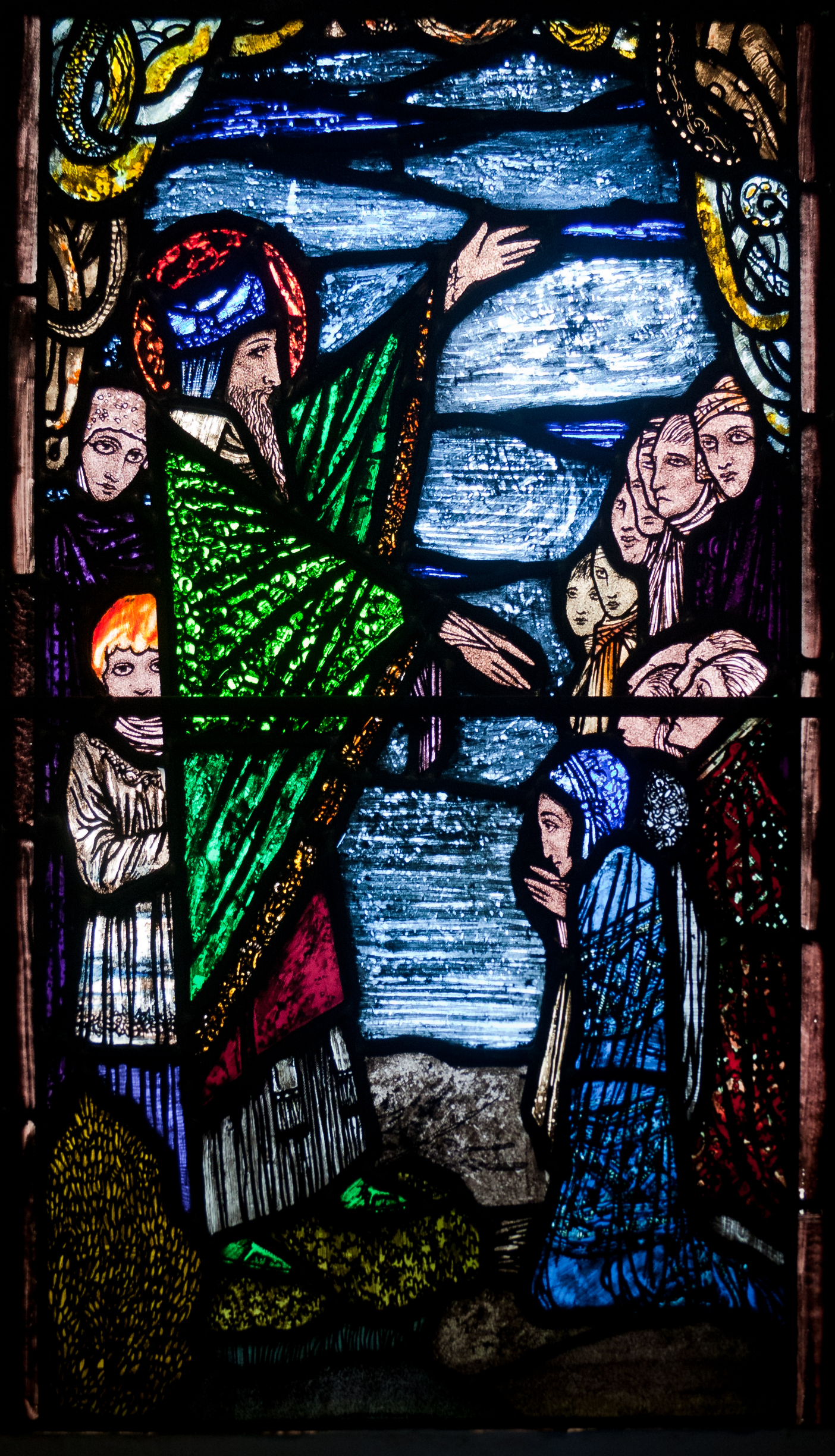
San Patricio predicando. El vitral fue encargado a Clarke en 1925 para la Iglesia de San Miguel (Ballinasloe, en el extremo oriental de Galway).

- La riqueza cromática, suscitada en buena parte por una visita que había hecho de joven a la Catedral de Chartres para ver las vidrieras de ese templo. Clarke era muy aficionado a la gama del azul oscuro.

- La integración de las tiras de plomo que unen las piezas del vitral como parte del diseño general de este. Puede que su uso del trazo grueso en las ilustraciones monocromas derive de su técnica en la vidriería.

La obra de Clarke en este campo consta de muchos trabajos religiosos, pero también de muchos profanos: 
- En la obra religiosa, destacan los trabajos de la Capilla Honan (Honan Chapel) del University College Cork (Colegio Universitario de Cork), constituyente de la Universidad Nacional de Irlanda. Harry Clarke acabó esa labor en 1917.

- Trabajos destacados de su obra profana:

- - La vidriera que ilustra el poema de 1819 de John Keats La víspera de Sta. Inés (The Eve of St. Agnes).[18] Esa vidriera se conserva hoy en la Hugh Lane Municipal Gallery de Dublín.

- - La Vidriera de Ginebra (Geneva Window).[19]

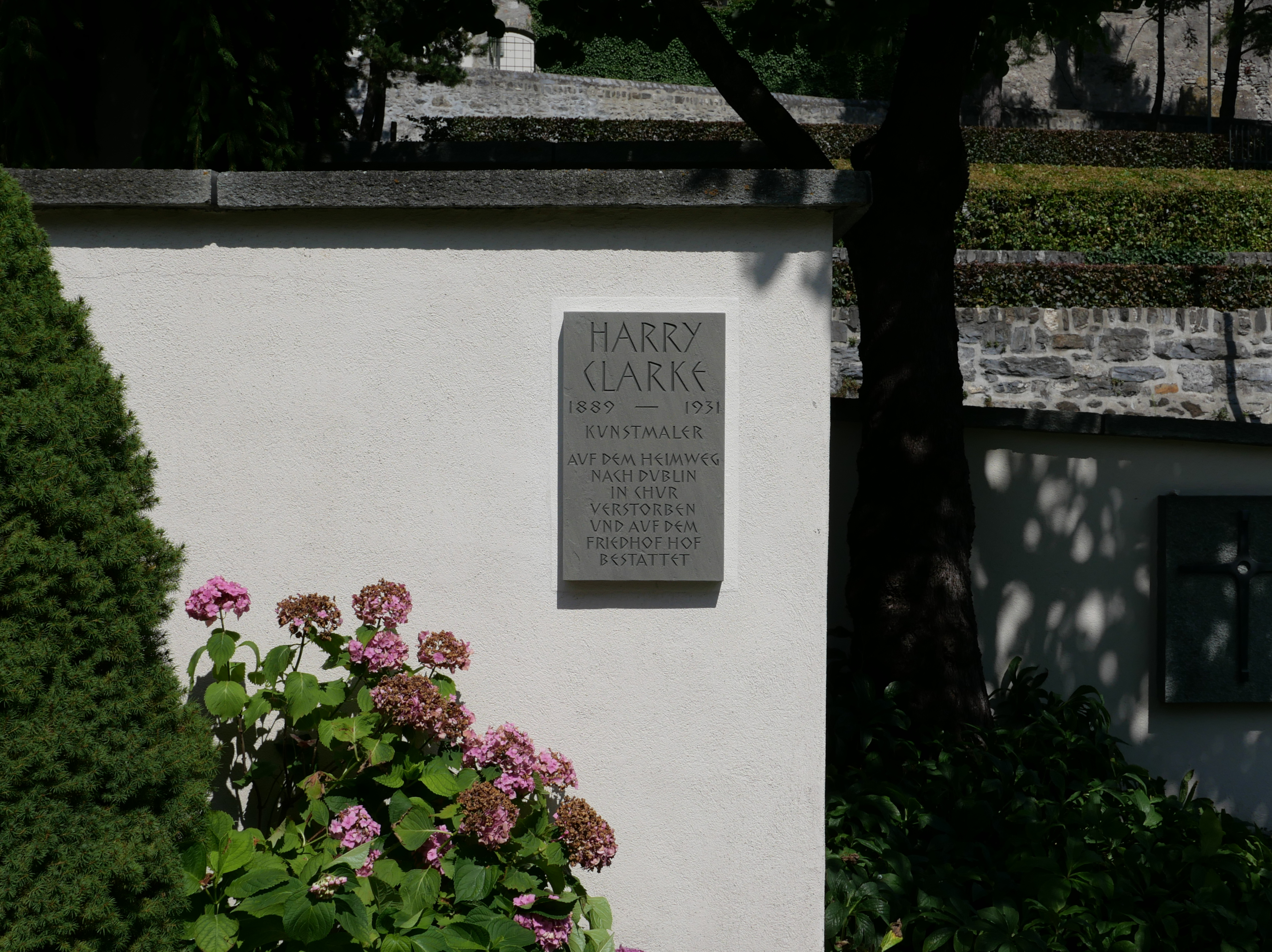
Una placa conmemorativa en el cementerio de Hof en Coira, cantón de Grisones en Suiza, para Clarke, quien murió en Chur mientras viajaba a su ciudad natal de Dublín y fue enterrado allí.

Puede que sus vitrales más contemplados hayan sido los destinados a adornar el establecimiento Bewley's Café de la calle Grafton de Dublín.

## Muerte de los hermanos Clarke
Tal vez agotados por lo intenso de su trabajo, tal vez intoxicados por los productos que empleaban, tal vez por una causa y por otra, Walter y Harry Clarke murieron con poco tiempo de diferencia: Walter, hacia 1930; y Harry, a principios de 1931, aquejado de tuberculosis, mientras intentaba recobrarse en Suiza: no había cumplido aún los 42 años.

## Galería
Ilustraciones para los cuentos de Edgar Allan Poe

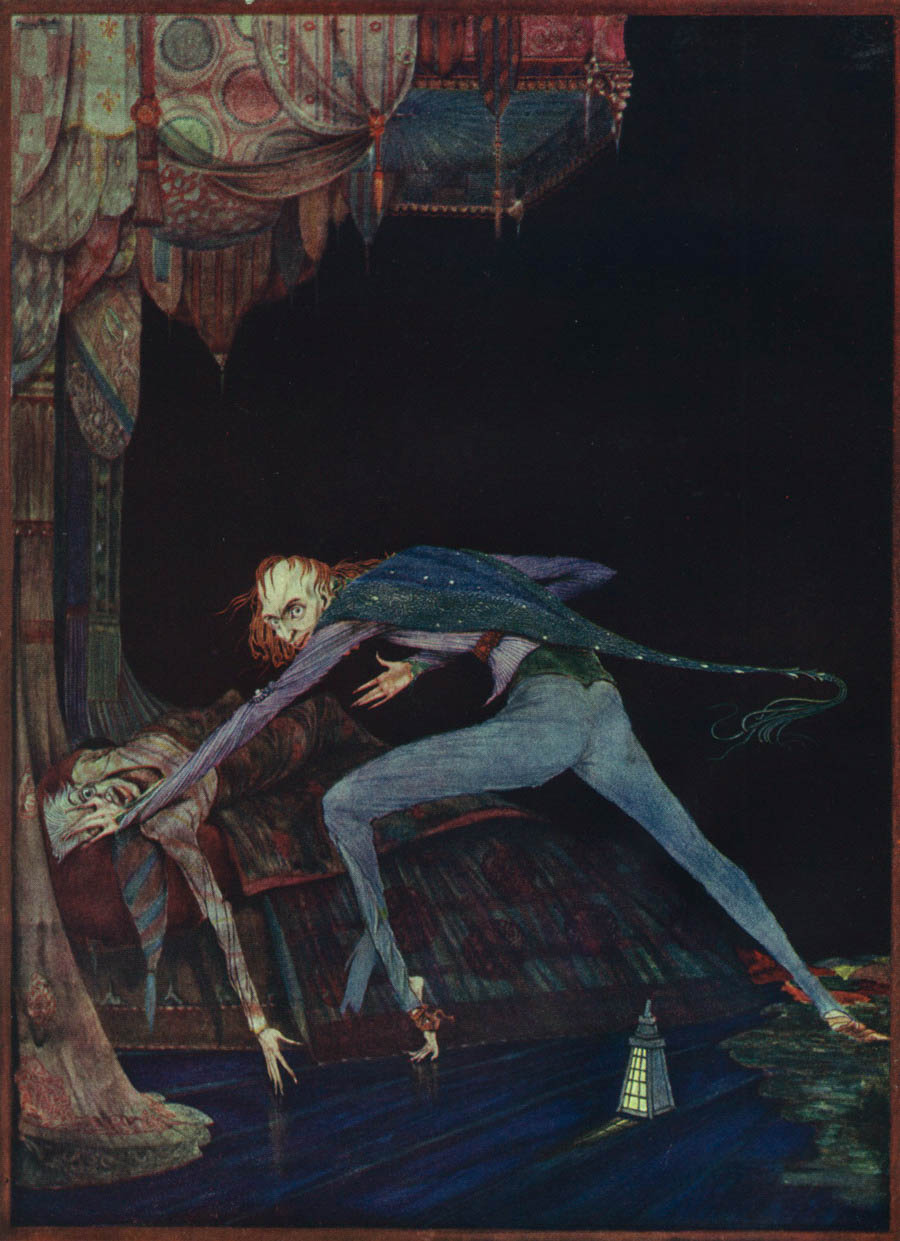
El corazón delator
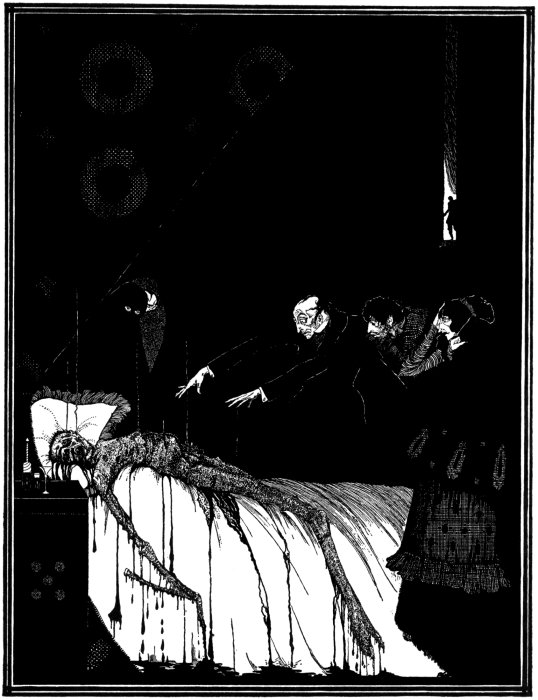
La verdad sobre el caso del señor Valdemar
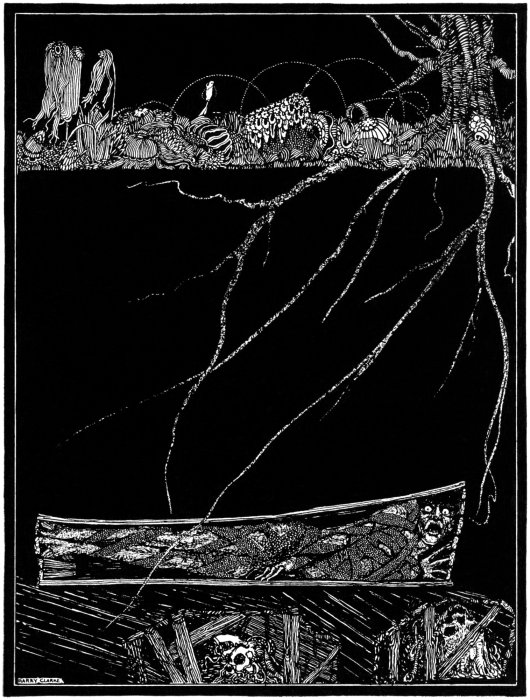
El entierro prematuro
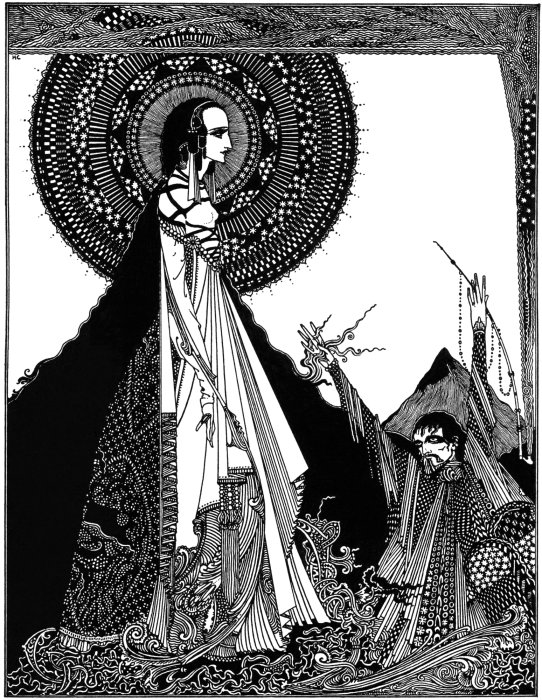
Ligeia
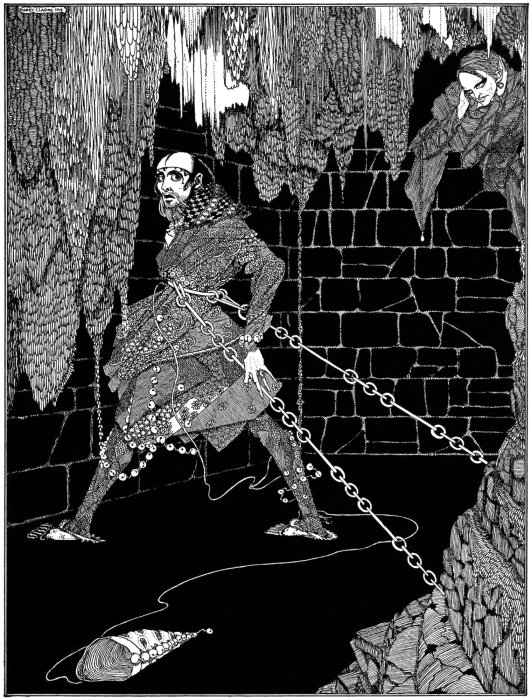
El barril de amontillado
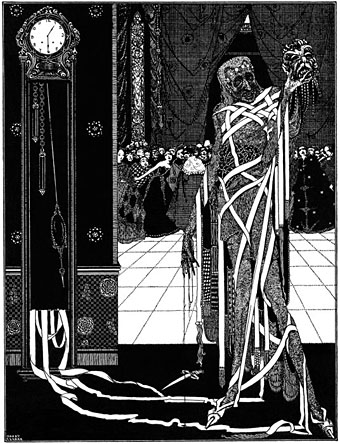
La máscara de la Muerte Roja
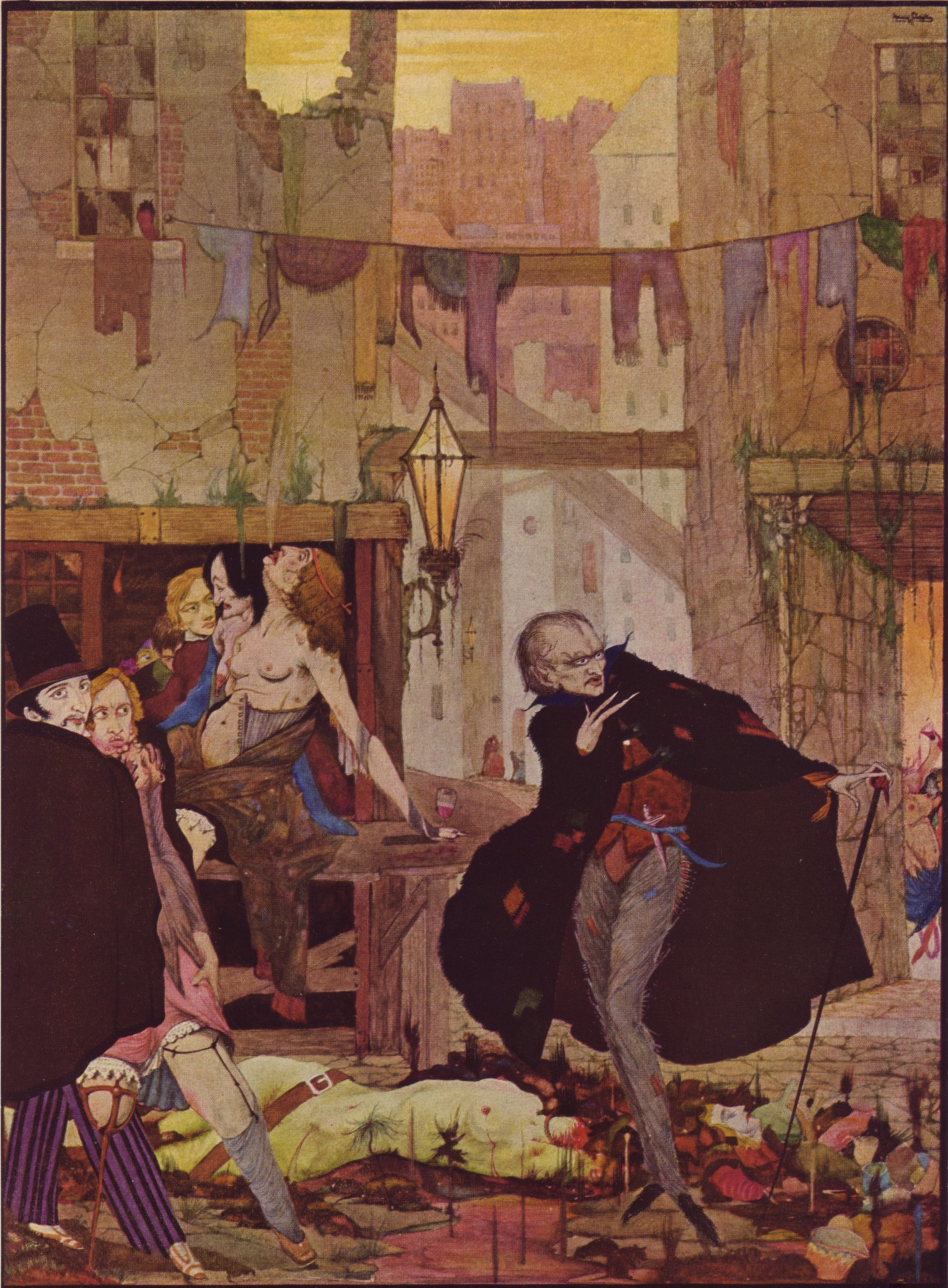
El hombre de la multitud.